# 國王鎮市長
《國王鎮市長》（英語：Mayor of Kingstown），是一部美國犯罪驚慄電視劇，由泰勒·謝里丹和休·狄龍主創，傑瑞米·雷納主演。該劇於2021年11月14日在Paramount+上首播，整體評價不俗，在翌年2月獲續訂第二季，並於2023年1月15日首播。2023 年 9 月，該劇集獲續訂第三季，並於 2024 年 6 月 2 日首播。 2024 年 12 月，該劇集獲續訂第四季。

## 演員

### 主演
- 傑瑞米·雷納 飾演 邁克·麥克拉斯基（Mike McLusky）：麥克拉斯基兄弟的老二，一直想離開國王鎮，原為擔任市長的哥哥米奇當黑手套，在米奇死後接任成為市長。
- 黛安·薇絲特 飾演 瑪麗安·麥克拉斯基（Mariam McLusky）：麥克拉斯基兄弟的母親，前大學教授，對邁克並不友善。
- 休·狄龍 飾演 伊恩·弗格森（Ian Ferguson）：老警探，凱爾的拍檔。
- 托比·巴姆特法（Tobi Bamtefa） 飾演 德弗林·「賓尼兔」·華盛頓（Deverin "Bunny" Washington）：由黑人組成的「瘸幫」首領和毒販，與邁克有合作關係。
- 泰勒·漢利（英语：Taylor Handley） 飾演 凱爾·麥克拉斯基（Kyle McLusky）：麥克拉斯基兄弟的老么，於國王鎮警局當警探，伊恩的拍檔。
- 艾瑪·萊爾德（英语：Emma Laird） 飾演 愛麗絲（Iris）：被米洛強迫色誘和賄賂官員的風塵女子，後與邁克建立感情。
- 德瑞克·韋伯斯特（Derek Webster） 飾演 史蒂夫（Stevie）：警探，邁克的親信。
- 哈米什·艾倫-海德利（Hamish Allan-Headley） 飾演 羅伯特·索耶（Robert Sawyer）：特警隊隊長，邁克的親信。
- 法瑞茲·拉斯（Pha'rez Lass） 飾演 P狗（P-Dog）：囚犯，在監獄中為「瘸幫」囚友的頭目。
- 艾登·吉倫 飾演 米洛·桑特（Milo Sunter）：囚犯，俄羅斯黑手黨首領，因在多年前搶劫時殺害保安員而被判終身監禁。
- 凱爾·錢德勒 飾演 米奇·麥克拉斯基（Mitch McLusky）：麥克拉斯基兄弟的老大，國王鎮市長。
- 妮詩·穆許（Nishi Munshi） 飾演 翠西·麥克拉斯基（Tracy McLusky）：凱爾的妻子，懷有他的骨肉。

### 常設
- 詹姆士·喬丹 飾演 埃德·西蒙斯（Ed Simmons）：國王鎮監獄高級獄警，與邁克有合作關係。
- 妮可・加利西亞（Nichole Galicia） 飾演 麗貝卡（Rebecca）：國王鎮市長秘書。
- 安德魯·霍華（英语：Andrew Howard） 飾演 杜克（Duke）：雅利安兄弟會（英语：Aryan Brotherhood）的首領。
- 霍塞·帕布羅·坎蒂羅（英语：Jose Pablo Cantillo） 飾演 卡洛斯·希門尼斯（Carlos Jiménez）：囚犯，墨西哥販毒集團幹部。
- 麥可·貝奇 飾演 卡里姆·摩爾（Kareem Moore）：國王鎮監獄獄警長，於第二季成為代典獄長。
- 妮卡爾·祖德甘（英语：Necar Zadegan） 飾演 伊芙琳·弗利（Evelyn Foley）：檢控官，與邁克有性關係。
- 傑森·凱利（Jason Kelley） 飾演 蒂姆·韋弗（Tim Weaver）：國王鎮監獄獄警，埃德的拍檔，與邁克有合作關係。
- 曼德拉·范·皮布林斯（英语：Mandela Van Peebles） 飾演 山姆（Sam）：：國王鎮監獄菜鳥獄警，蒂姆的侄子。
- 羅伯·柯克蘭（Rob Kirkland） 飾演 華特警督（Captain Walter）：國王鎮警局警督。
- 羅伯·史都華（英语：Rob Stewart (actor)） 飾演 理查德·赫德（Richard Heard）：國王鎮警局刑偵部主管。
- 娜塔莎·馬爾克（Natasha Marc） 飾演 查兒麗（Cherry）：女囚犯，瑪麗安的學生之一。
- 史塔西·格林威爾（Stacie Greenwell） 飾演 艾比·斯蒂爾（Abby Steele）：國王鎮女子監獄的老獄警。
- 喬治·喬托夫（George Tchortov） 飾演 約瑟夫（Joseph）：米洛的副手，俄羅斯黑手黨幹部，與塔蒂亞娜背著米洛發生關係並育有一子。
- 格拉蒂拉·布蘭丘西（英语：Gratiela Brancusi） 飾演 塔蒂亞娜（Tatiana）：米洛的手下，俄羅斯黑手黨幹部。
- 藍恩·葛瑞森 飾演 卡尼（Carney）：接替埃德的國王鎮監獄新獄警。

## 製作

### 開發
2020年1月，派拉蒙電視網宣佈製作該劇。2021年2月，該劇改由Paramount+開發和發行，並宣佈將會由傑瑞米·雷納主演。同年3月，黛安·薇絲特宣佈參演。同年4月，艾瑪·萊爾德、德瑞克·韋伯斯特（Derek Webster）和泰勒・漢利加入演員陣容。休·狄龍於5月宣佈參演和出任聯合主創人。該劇的宣傳海報於8月推出，並揭示凱爾·錢德勒、艾登·吉倫和哈米什·艾倫-海德利（Hamish Allan-Headley）參演。
2022年2月1日，該劇獲Paramount+續訂第二季。

### 拍攝
主體拍攝於2021年5月17日在加拿大多倫多的策略攝影廠（Stratagem Studios）開始，隨後移師到哈密爾頓、伯靈頓和金斯顿拍攝外景，取景地點包括金斯顿監獄，並在同年10月4日殺青。

## 發行
該劇於2021年11月4日在Paramount+首播，全季共十集。第二季於於2023年1月15日在Paramount+首播。

## 評價與反響
該劇的第一季在爛蕃茄根據26條評論，持有35%的新鮮度，平均得分為5.8／10。Metacritic則根據15則評論，給予54／100的分數，評價屬「褒貶不一」。第二季在爛蕃茄根據8條評論，持有50%的新鮮度，平均得分為5／10。Metacritic則根據4則評論，給予60／100的分數，評價屬「褒貶不一」。該劇亦打破派拉蒙電視網自2018年起的最高收視紀錄，每集平均有約二百六十萬人同時收看。

## 外部連結
- 官方网站
- 互联网电影数据库（IMDb）上《國王鎮市長》的资料（英文）